# Attilio Ruggiero
Attilio Ruggiero (Rodi Garganico, 14 aprile 1890 – Rodi Garganico, 1963) è stato un partigiano, militare e politico italiano.

## Biografia
Granatiere già durante la prima guerra mondiale, partecipò, cinquantaduenne e con il grado di colonnello dei granatieri, anche alla seconda guerra mondiale. Successivamente all'8 settembre 1943 assunse il comando della formazione partigiana Gruppo Bande "Tivoli". Fu catturato come ufficiale partigiano dai tedeschi il 23 ottobre 1944, e tornato in libertà fu promosso al grado di generale.
Ritornato nella sua città natale dopo la fine del conflitto mondiale iniziò la carriera politica che lo portò in poco tempo all'elezione a sindaco di Rodi Garganico, dal 1948 al 1952. Durante i suoi mandati si occupò soprattutto dell'urbanistica e dell'economia cittadina, allora di tipo rurale, promuovendone lo sviluppo turistico.
Fu ricordato già mezzo secolo fa a Rodi Garganico, con una lapide nella sala consiliare del palazzo del municipio.